# Emil Dürr
Emil Dürr (o Duerr; Bözingen, 3 dicembre 1883 – Basilea, 12 febbraio 1934) è stato uno storico svizzero.

## Biografia
Dal 1918, fino all'anno della propria morte, fu docente di storia presso l'Università di Basilea, e dal 1920 rivestì l'incarico di deputato del Gran Consiglio.
Appartenente a una rinnovata generazione di studiosi attenta a contestualizzare la storia politica sotto gli aspetti socio-culturali ed economici, si dedicò in particolare a ricerche sulla storia contemporanea – descrivendo l'«economicizzazione» della politica – e a lavori sulla Svizzera quattrocentesca, affermando che lo svizzero è – per natura – contadino, e che la democrazia svizzera è nata, sin dal Medioevo, per opera dei contadini. Compì inoltre studi su Jacob Burckhardt.
Dopo la morte della prima moglie, Maria Baumgartner (figlia di Adolf Baumgartner), sposò nel 1927 la mistica e medico Adrienne von Speyr, incontrata nello stesso anno durante una vacanza estiva a San Bernardino. La Speyr accettò il matrimonio anche per compassione dei due bambini, senza più madre, che Dürr aveva avuto dalla Baumgartner. Egli morì nel 1934 per una ferita dovuta a una caduta dal tram. La Speyr, dopo una grave crisi causata dalla perdita, si risposò con Werner Kaegi, allievo di Dürr ed anch'egli studioso di Jacob Burckhardt. Kaegi, succeduto alla cattedra universitaria del maestro, si prese cura, a sua volta, dei figli di Dürr, che diventarono l'uno medico e l'altro direttore bancario.